# イ・ヘウ
イ・ヘウ（朝: 이해우、李 海宇、1987年7月9日 - ）は、大韓民国の俳優。身長181cm、成均館大学校演技芸術学科卒業。FNCエンターテインメント所属。

## 学歴
- 麻浦高校（卒業）
- 成均館大学校演技芸術学科（卒業）

## 人物
特技はフルート、水泳、ピアノ

## 出演作品

### ドラマ
- イサン（2007年、MBC）
- 花より男子（2009年、KBS2）
- 黄金の魚（2010年、MBC）
- 武神（2012年、MBC）
- グアム許浚（2012年、MBC）
- ルビーの指輪（2013年、KBS2）
- ビクメン（2014年、KBS2）
- バラ色の恋人たち（2015年、MBC）
- それでも青い日に（2015年、KBS2）
- 名もなき英雄（2016年、OCN）
- 優雅な母娘（2019年、KBS2）
- カジノ（2022年、Disney+）

### 映画
- 2002年「唯我独尊」
- 2011年「パーフェクトゲーム」
- 2013年「ラブトゥモロー」
- 2014年「娘」